# Ditkivți, Brodî
Ditkivți (în ucraineană Дітківці) este un sat în comuna Haii din raionul Brodî, regiunea Liov, Ucraina.

## Demografie
Componența lingvistică a localității Ditkivți
     Ucraineană (95,79%)
     Rusă (2,68%)
Conform recensământului din 2001, majoritatea populației localității Ditkivți era vorbitoare de ucraineană (95,79%), existând în minoritate și vorbitori de rusă (2,68%).